# スナッピー (ラジオカー)
スナッピーは、RKB毎日放送（RKBラジオ）または新潟放送（BSNラジオ）のラジオカーおよびリポーターの愛称である。
名称は一緒だが、互いに関係は無い。ただし、ラジオのネットワークはRKBラジオ・BSNラジオ共にJRN（BSNはNRNも）に加盟している（テレビネットワークはRKBテレビ・BSNテレビ共にJNN）。

## RKBラジオ

### 概要（RKB）

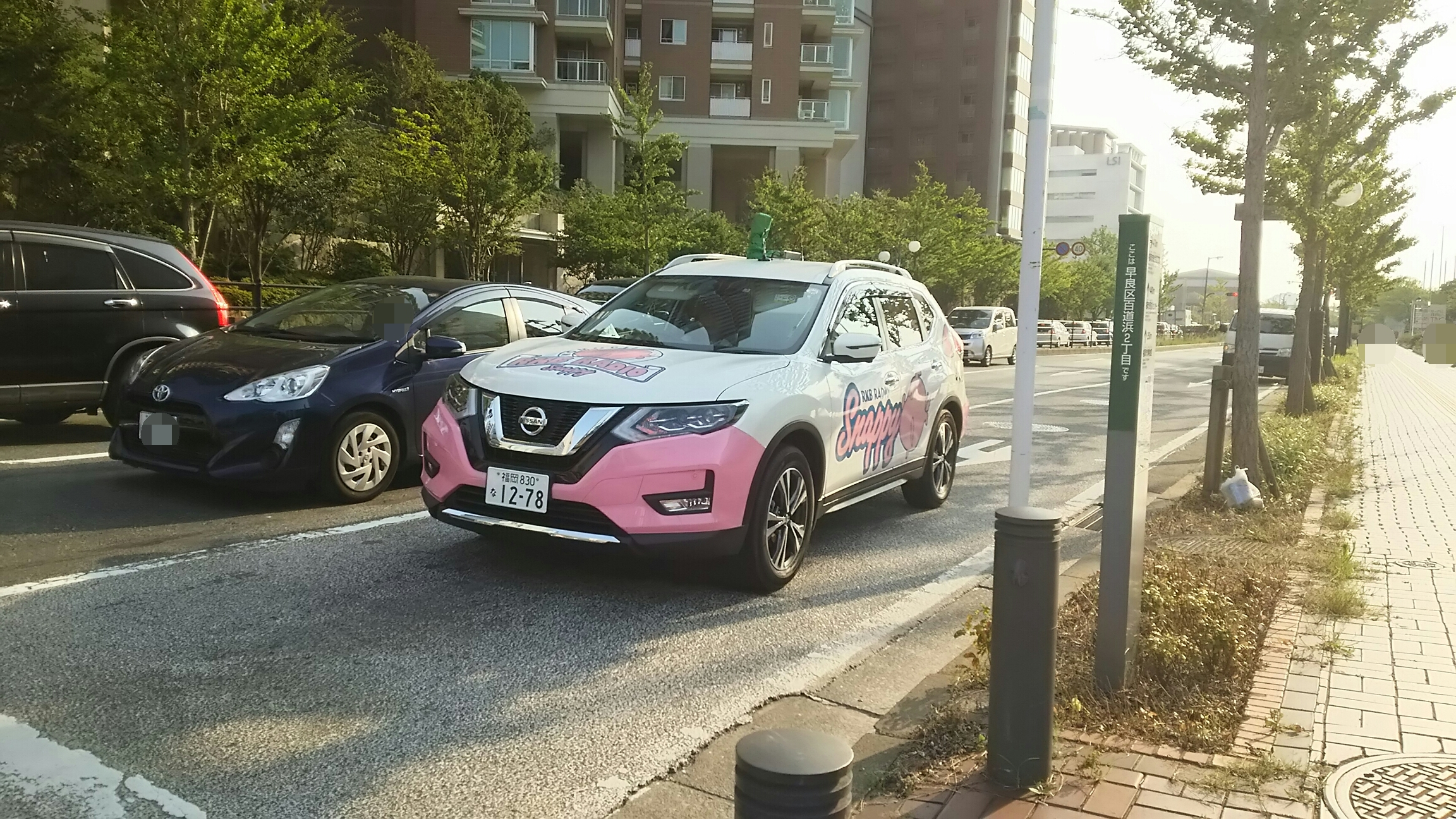
スナッピー2号車（ベース車・日産・エクストレイル（3代目後期））

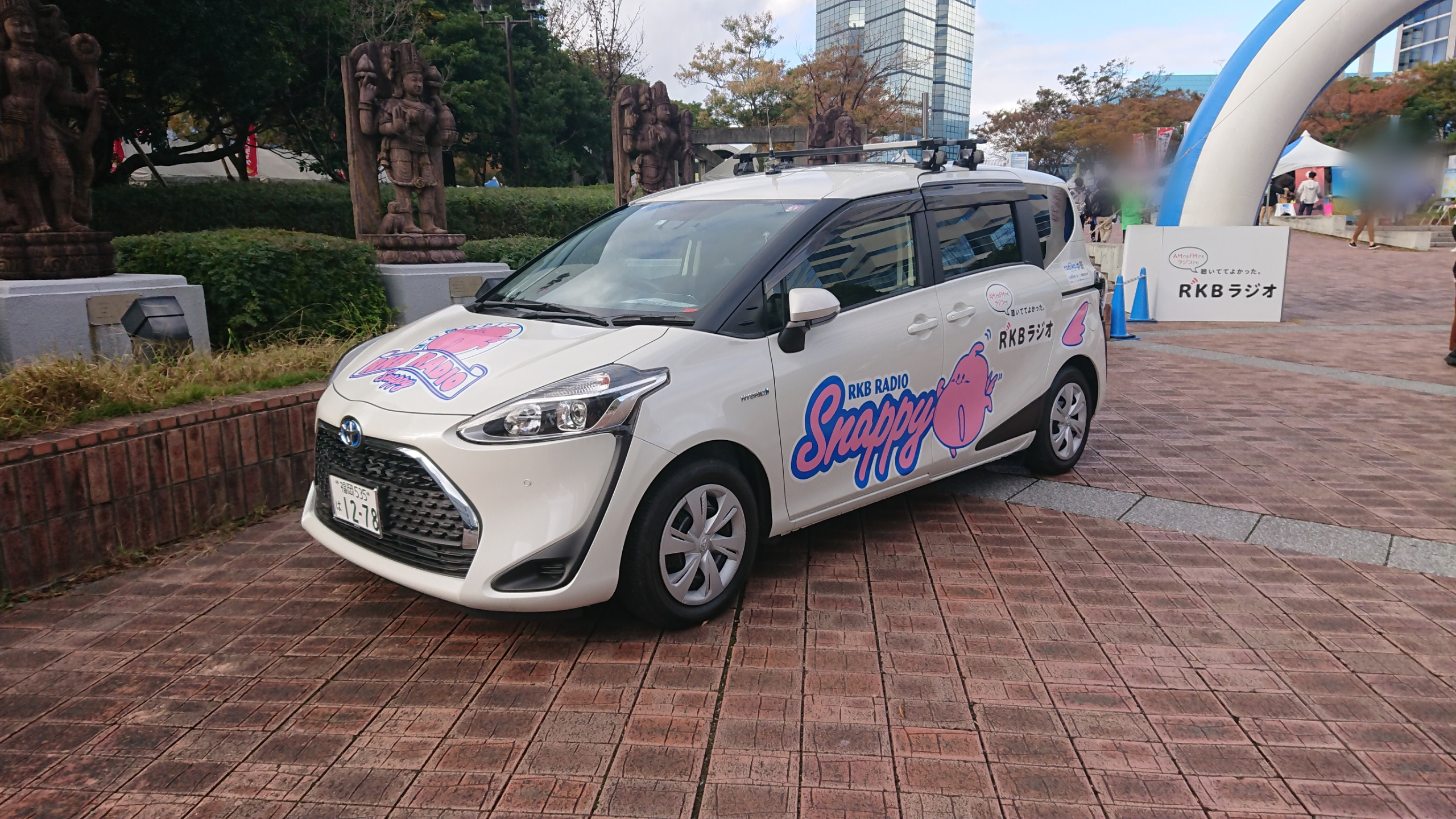
2019年更新導入の3号車（ベース車:トヨタ・シエンタ（2代目後期））

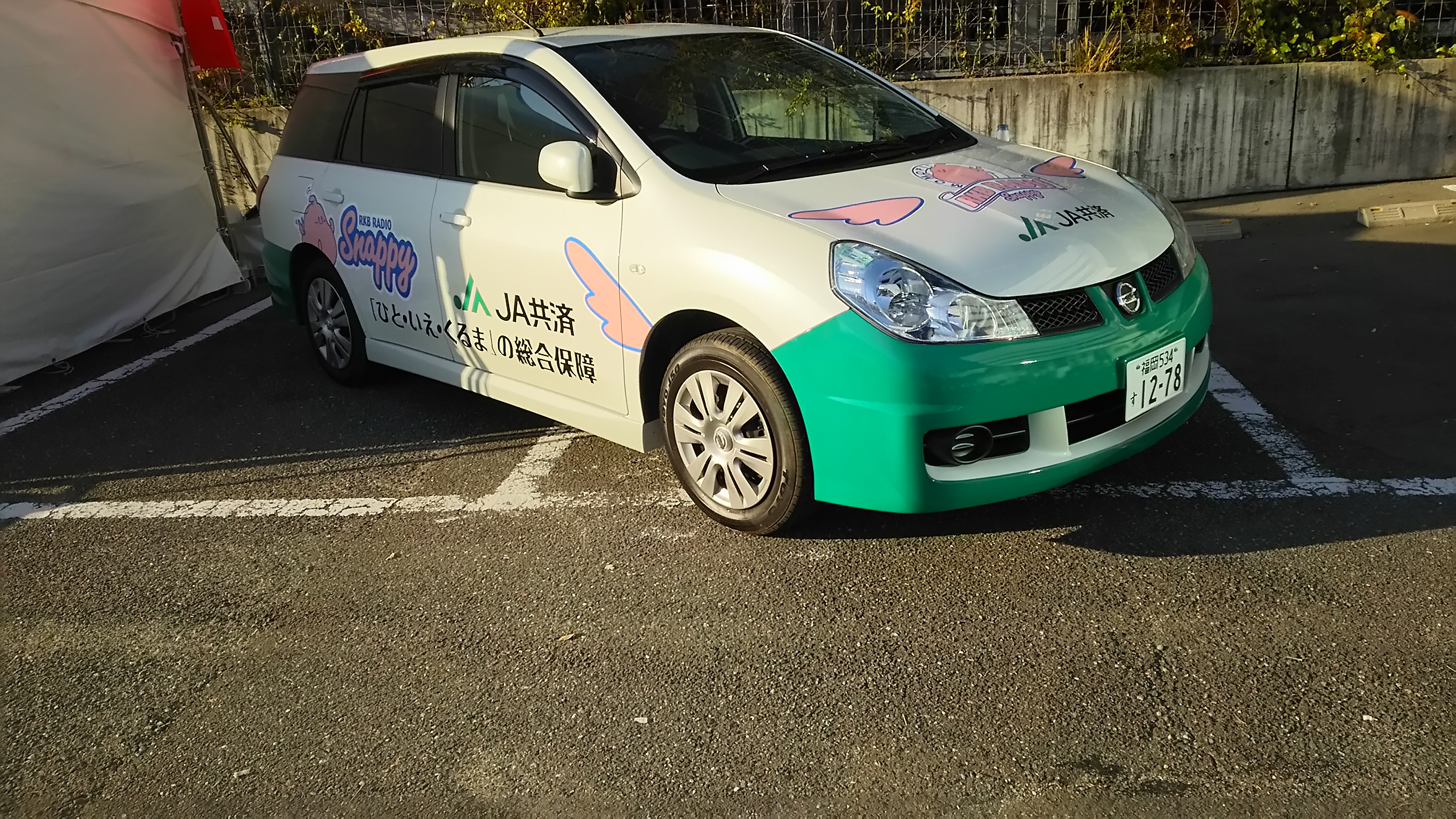
かつて在籍した車両。2015年から2023年にかけて在籍した1号車(ベース車日産・ウィングロード)

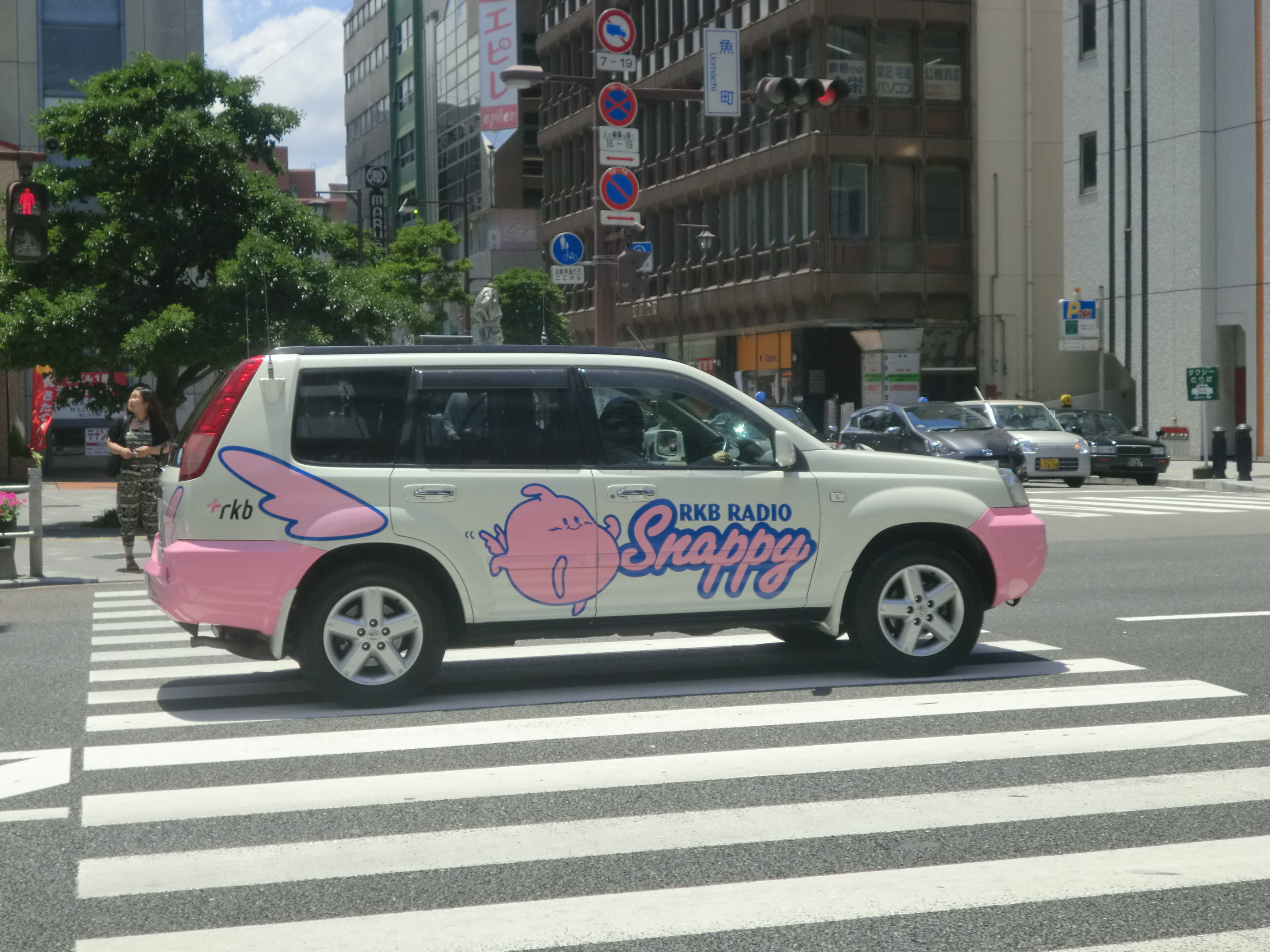
かつて在籍した車両（2号車。ベース車・日産・エクストレイル（初代後期））

- スナッピー発足以前から、アナウンサーがラジオカーで中継を行っていた[5]。
- キャスタードライバー「スナッピー」の発足は、1975年（昭和50年）。全国的から見ても後発である。
- スナッピーは正確には車両の愛称であり、彼女たちはスナッピーの「キャスタードライバー」である。
- 2025年4月1日から51期生が活動中。2024年7月放送の「50周年特番」（後述）の中で、2024年7月7日以降が「スナッピー50期」であると発表された上で、その後2024年10月から開始された2025年度のキャスター募集の告知の際に「51期生募集」と宣伝されたことから、49期生・50期生は欠番となった。
- 任期は1年ごとの更新[7]で最長3年（残留オファーがない限り1年）だが、最長6年に延長された。
- 募集期間は毎年1月から2月であったが、実技試験の都合上、毎年10月から11月に変更された。
- 応募の年齢制限は20歳から25歳。
- デビューは以前は基本的に7月8日から（卒業式の翌日）からであったが、4月1日からに変更された。但し例外もあり、47期生のデビューは7月1日[8]であった。
- 任期満了に伴う卒業式が行われる。
- 所属はRKB毎日放送ではなく、子会社のRKB CINC。2023年7月までは社名変更前のRKBミューズ所属で、かつての5号車（トヨタ・ハリアー）等、「RKB MUSE」と大書きされている車両もあった。
- ベース車両には代々日産自動車の車両が使われており（放送エリア内に工場（九州工場→日産自動車九州）が所在する）、現在は日産・エクストレイル（2号車）が使用されている。他メーカーの車両も使われていて、2023年現在はスズキ・ランディ（1号車[9]）とトヨタ・シエンタ（3号車）が使われる。最盛期は6台（4号車は欠番）が在籍し、2000年代からは4台体制であったが、2023年春の1号車廃止[3]及び5号車更新[3][10]に伴う車両番号再編で、1号車から3号車の3台となった。
- また、過去にはスズキ・エスクード（2009年から使われた[10]5号車[3]）・日産・ウィングロード[3]・日産・プレサージュ、日産・ステージア、日産・セフィーロワゴン、日産・スカイライン、トヨタ・クルーガー、トヨタ・ハリアー、ホンダ・CR-V、いすゞ・ジェミニ、三菱・ギャランΣ等が使われていた。ちなみに、スナッピー誕生当時のベース車両はトヨタ・コロナと日産・ブルーバードUであった。また、1980年代の末期はマツダ・ルーチェやホンダ・レジェンドといった高級車が使われた時期があった。
- ナンバーは希望ナンバー制度の施行以降、AM親局の周波数にあわせて「12-78」を取得していたが、2023年導入の1号車は、福岡FM補完局の周波数に因んだ「910」を取得している[9]。
- 1号車は、日産・プレサージュであった2013年頃から、2023年導入のスズキ・ランディ[9]に至るまで、JA共済のラッピングが施されている。

### メンバー（RKB）

#### 現在のメンバー（RKB）
2025年4月現在。48期生は全員『卒業』済み（後述）、49期生・50期生は欠番。歴代キャスタードライバーでは珍しく福岡県出身者が2人（前田・芝生）のみとなっている。
- 前田愛美（まえだ あみ／47期加入）（福岡市出身）[11]
  - 1999年生まれ[12]で、平成二桁生まれ初のスナッピーキャスタードライバーであった。
- 蒲池みなみ（かまち みなみ／51期加入）（大阪府出身）[13]
  - 祖父母は九州在住という[13]。
- 川原彩音（かわはら あやね／51期加入）（熊本県出身）[14]
  - 熊本県出身者は2期連続。
- 芝生真優（しばお まひろ／51期加入）（福岡市出身）[15]
  - Jリーグの地元球団であるアビスパ福岡のサポーターであることを公言している[15]。

#### 過去のメンバー（RKB）
- 小島可奈子（48期加入）
  - 同姓同名且つ福岡県出身のタレントとは別人である（また、1999年生まれ[12]の小島可奈子は佐賀県唐津市出身）。在籍当時、スナッピーの公式SNSへのコメントに対し本人が明かしたところによると、この名前は本名であり「父親が同姓同名のタレントのファンだった為、同じ名前を名付けられた」とのこと[16]。
- 長谷恵（48期加入）
  - 1999年生まれ[12]、歴代キャスタードライバーの中でも珍しい熊本県出身。トライアスロン経験者であり、番組企画で自転車でのリポートを行ったことがある。
- 神谷留菜（48期加入）
  - 1999年生まれ[12]、歴代キャスタードライバー初の沖縄出身者（那覇市出身）。北九州市にある大学を卒業後に加入。卒業後2025年4月に琉球放送にアナウンサーとして入社[17]し帰郷。
- 諸隈櫻（46期加入）
  - 過去には地元佐賀のNBCラジオ佐賀でラジオカー「スキッピー」のリポーターをつとめたこともある。
- 白木ゆうみ（46期加入）
- 中柴絵理香（46期加入）
- 井上瑠香（44期加入）
- 原菜月（44期加入）
- 江越楓（43期加入）
  - 4年間在任した[18]。
- 金子朋美（43期加入）
- 末長由美（41期加入）
- 戸塚貴子（34期加入）
  - 37期加入の戸塚洋子は実妹であり、姉妹での加入は初。貴子が長女、洋子は三女の三姉妹であり、間に一般人の次女がおり、キャスター在任当時は三姉妹で同居していたという。
- 徳光真美（34期加入）
  - 福岡アナウンススクール出身である。
- 石田阿希子（34期加入）
  - 福岡アナウンススクール出身である。
  - 現在はRKBテレビの報道部に所属
- 長麻未（33期[6]加入）
  - 過去にKBCひまわり号のキャスターだった。ひまわりとスナッピーの両方を経験しているのは史上初。
  - のちにNHK千葉放送局、NHK山口放送局を経て、文化放送にてアナウンサー（契約アナ）として勤務。
  - 2020年10月に文化放送との契約が満了し、会社員に転身すると共に、引き続きフリーアナウンサーとしても活躍中。
- 吉留樹里（33期加入）
  - RKBラジオのAD（アシスタントディレクター）からスナッピーに合格している。
  - AD時代は池田親興のまんてんサんデー内のコーナー「麦田陽子の街角まんてん歌自慢」にてカラオケの曲出しを行っていた。
  - 現在はRKBラジオの報道部に所属
- 橋本理佳（32期生）
  - 現在は若松競艇のピットレポートやMC等を担当
- 永池真央（32期生） - 既婚
- 今田裕子（31期生） - 既婚
  - 現在はTNCテレビ西日本「ももち浜ストア」にて、水曜日の得コロコーナーでリポーターとして活躍中
- 湯越愛（31期生）
  - 現在はタレント、リポーターとして活躍中
- 宮本あすか（31期生） - 既婚
- 正福里奈（30期生）
  - 現在はTNCテレビ西日本にて報道記者（リポーター）として活躍中
  - 2011年4月より2011年6月までめざましテレビ内の6時台のニュース・天気予報を担当
- 竹下明子（30期生） - 既婚
  - 「あべちゃんトシ坊!こりない二人」などにてリポーターとして活躍。また、2009年12月12日の西新商店街の生中継時に来年（2010年）結婚しますと宣言。
  - 2011年4月29日篠栗春らんまんハイキングのステージにて妊娠を発表
- 上田知佳（29期生）
  - 現在は「福地高子・ヒーマンのとっておきの夜なのだ!」、「開店! ウメ子食堂」にてリポーターとして活躍中
  - 「チューリップ」の上田雅利は叔父にあたる。
- 明光院昌子（29期生）
  - 現在は「エンタメバラエティ THE☆ヒット情報」、「開店! ウメ子食堂」にてリポーターとして出演中
- 茅原あいり（28期生）
  - 現在は「電リクじゃんけん」内のコーナー「マルチメディア探検隊」にてリポーターとして活躍中。
- 倉津雅美（28期生） - 既婚
  - 現在は大分県で司会業を中心に活躍中
- MIYUKI（27期生）
  - 本名は中村みゆき
- 中村美由紀（26期生）
  - 現在は「門馬良のこころ鏡うた鏡」、「米岡誠一 よろず屋サンデー」内のコーナー「いつもあなたを応援したい〜ザ・ピンチーズがやって来た！」など、RKBラジオのリポーターとして活躍中。「50周年特番」では麦田陽子（後述）とコンビで午後のメインをつとめた。
- 川内信江（26期生）
  - 現在は「開店! ウメ子食堂」、RKBテレビにてリポーターとして活躍中。
- 麦田陽子（26期生）
  - 現在は「米岡誠一 よろず屋サンデー」内のコーナー「いつもあなたを応援したい〜ザ・ピンチーズがやって来た！」に出演中。愛称は麦ちゃん。「50周年特番」では中村とコンビで午後のメインをつとめた。
- 秋永亜伊子（23期生）
- 長谷川友子（22期生）
  - 2006年3月をもってRKBの番組を降板。アイロウこと東風平愛郎と結婚し沖縄県大宜味村へ移住、2023年現在沖縄でタレント活動をしている。
  - 愛称はモコちゃんで、沖縄では基本的に「モコ」名義での活動。
  - 夫と「アイモコ」としても活動しており、2007年よりラジオ沖縄の「アイモコの音楽農園」に夫婦で出演している。また単独でも同年の「チャットステーションL」の産休代理（金曜日担当）を皮切りに長年同局の番組を中心に出演してきたが、2023年4月からはRKBと同系列である琉球放送（RBCiラジオ）でもワイド番組のレギュラーを持つ。
  - 舞台の稽古で福岡市に滞在していた[19]2024年5月最終週には、当時沖縄出身のキャスタードライバー神谷留菜[20]（先述）が在籍していたこともあり、4日間に亘り午前ワイド「Toi toi toi」のスナッピー担当コーナー「スナッピーのWow!Wow!Wow!」に出演[21]し、10数年振りにRKBラジオへの出演を果たした。「50周年特番」では7時台以降のメインをつとめた。
- 鬼橋美智子（17期生）
  - 現在は「ホークス花の応援団」に出演中。愛称はオニちゃん。
- 中島リカ（17期生）
  - RKBラジオのショッピングキャスター→日本道路交通情報センターのキャスターに転じ、現在はジャズシンガーとして活躍中。
- 福井久子（17期生）
  - 現在はRKBラジオニュースで活躍中。
- 園田静佳（16期生）
  - 2025年1月までCROSS FMニュース室所属のラインアナウンサーとして活動。同局での愛称はしーちゃん。
- 山下真理（15期生）
- 磯田久美子（11期生）
  - 現在は「今日感テレビ」「ももち浜ストア」に出演中。
- 中山理恵（10期生）
- 白水君枝（4期生）
- 岡田和子（2期生）

前述したが、一時期「中村美由紀」（26期生）と「中村みゆき（MIYUKI）」（27期生）という、同姓同名のキャスター2人が所属していた。

### 50周年特番
2024年7月15日放送。同月にスナッピーキャスタードライバーが50年目を迎えたことを記念したもので、事前収録のジングルを含め多数のOGが出演した。

## BSNラジオ

### 概要（BSN）
- 新潟放送では1967年6月より三段中継が可能なラジオカーを2台導入していたが、1973年8月にラジオカーを1台更新した際、この車両の愛称を「スナッピー」と命名した。
- 1974年9月1日に残りの1台を更新し1990年代後半までスナッピーの2台体制（この間はスナッピー1号、スナッピー2号と呼ばれる）が続いた。
- 車両は数年毎に更新しており、歴代日産自動車とトヨタ自動車の車両が使われていた。
- 1990年代後半からはトヨタ・エスティマの1台体制となり、2013年に導入された現在の車両はトヨタ・タウンエース。
- スナッピーの乗員は基本的にレポーターと技術兼ドライバーの2名である。
- 通常、スナッピーは報道目的で運用される事は無い。
- 車両側面に自社の企画商品やイベント、スポンサーの広告が印刷された大型マグネットシートを貼付する事がある。
- 2009年7月下旬から全国農業協同組合連合会新潟県本部（JA全農にいがた）とのタイアップにより、燃料に新潟県産のイネを原料とするバイオマスエタノールを混合したガソリン「グリーンガソリン」を使用している。

### スナッピー中継
2013年7月現在、スナッピー中継を行うラジオ番組は下記の通り。
- 近藤丈靖の独占!ごきげんアワー（火曜 - 木曜）
- ふらっとフライデー（金曜日）
- ゆうWAVE（火曜 - 金曜）

### メンバー（BSN）

#### 現在のメンバー（BSN）
- 山田かおり 愛称：りんりん（2003年4月〜）
- 麦島侑 愛称：むぎ又はむぎむぎ（2013年4月〜）
  - BSNアナウンサーでもある。

#### 過去のメンバー（BSN）
- 坂井英里子 愛称：えりちゃん（2008年3月〜2010年3月30日）- 近藤丈靖の独占!ごきげんアワー、ゴゴラク!など担当。
- 湯浅みわ 愛称：みわちゃん - コンビニラジオ 昼ラジなど担当。現在も新潟県内を中心にパーソナリティ、リポーターなどを務めている。
- 石塚里美 愛称：しづかちゃん - リバーサイドウェーブなど担当。当時、同社の女性アナウンサーには石塚かおり、土井里美の両名が在籍していたことから、愛称は苗字をもじって命名された。
- 佐藤智香子 愛称：ちかちゃん（1994年4月〜） - ハロー!!ジャンボサタデー、かぎとみ徹のGo!Go!パラダイスなど担当。現在はFM PORTでナビゲーターを務めている他、料理研究家・野菜ソムリエとして新潟県内を中心に食についての講演、料理講習会開催、テレビ出演、地元誌へのコラム掲載など幅広く活動している。
- 大杉りさ 愛称：りっちゃん（1994年4月〜） - ハロー!!ジャンボサタデー、かぎとみ徹のGo!Go!パラダイスなど担当。現在も新潟放送で『Morning Cafe』のパーソナリティなどを務めている。
- 間嶋めぐ 愛称：めぐちゃん - ハロー!!ジャンボサタデー、かぎとみ徹のGo!Go!パラダイスなど担当。
- 幸田園子 - はればれワイドにっこり大放送、ハロー!!ジャンボサタデーなど担当。
- 桐生淳子 - はればれワイドにっこり大放送、ハロー!!ジャンボサタデーなど担当。現在はエフエム新津でパーソナリティを務めている。
- 岩佐和代 - はればれワイドにっこり大放送、ハロー!!ジャンボサタデーなど担当。その後FM-NIIGATAでパーソナリティを務めた。
- 助川直子 - はればれワイドにっこり大放送、ハロー!!ジャンボサタデーなど担当。
- 愛称：かんこちゃん - はればれワイドにっこり大放送、ハロー!!ジャンボサタデーなど担当。
- 本間美由紀 - はればれワイドにっこり大放送、ハロー!!ジャンボサタデーなど担当。現在は中学校教諭
- 遠藤希美子 - 愛称：きみこちゃん三条市出身 - はればれワイドにっこり大放送、ハロー!!ジャンボサタデーなど担当。

- 海津茅穂子 愛称：かいちゃん（2007年4月〜2013年3月）ゴゴラク！金曜日、ふらっとフライデー、海津ゆうこのさたばな等を担当。